# Аргайл (родовище)
Аргайл — алмазоносна лампроїтова трубка в Австралії. 
Вміщує близько 500 млн карат алмазів — більше третини всіх розвіданих запасів світу (крім країн пострадянського простору). 
Розробка почата у 1986 р. 
У 1997 р видобуток алмазів з цієї трубки становив 40,2 млн карат.